# Jean Casimir-Perier
Pour les articles homonymes, voir Casimir et Périer.
Pour les autres membres de la famille, voir Famille Casimir-Perier.
Jean Casimir-Perier, né le 8 novembre 1847 à Paris et mort le 11 mars 1907 dans la même ville, est un homme d'État français. Il est président de la République française du 27 juin 1894 au 16 janvier 1895.

## Situation personnelle

### Origines et jeunesse
Jean Paul Pierre Casimir-Perier appartient à la grande bourgeoisie parisienne. Il est l'arrière-petit-fils de Claude Perier, écuyer, conseiller-secrétaire du roi en 1778, l'un des banquiers fondateurs de la Banque de France ; le petit-fils de Casimir Perier (1777-1832), président du Conseil sous la monarchie de Juillet. Il est le fils d'Auguste Casimir-Perier (1811-1876), ministre de l'Intérieur dans le gouvernement d'Adolphe Thiers, et de Camille Fontenilliat (1823-1907), fille de Henry Fontenilliat et le neveu par alliance de Gaston d'Audiffret-Pasquier, président de l'Assemblée nationale puis du Sénat de 1875 à 1879.
La famille Perier est une famille de banquiers et d'industriels originaires du Dauphiné, dont plusieurs membres ont exercé d'importantes responsabilités politiques.
En hommage à Casimir-Pierre Perier (1777-1832), président du Conseil en 1831-1832, ses fils adoptèrent le patronyme de Casimir-Perier.
Il descend également du célèbre architecte lyonnais Toussaint-Noël Loyer.
Il étudie au lycée Condorcet et se distingue au concours général. Licencié ès lettres, il poursuit ses études à la faculté de droit de Paris.
En 1870, il se distingue au combat en tant que capitaine de la 4e compagnie au 1er bataillon des mobiles de l'Aube, équipé à ses frais. Lors du combat de Bagneux le 13 octobre 1870, il porte dans ses bras la dépouille de son commandant, Anne Marie André Henry Picot de Dampierre, afin de le ramener dans les lignes françaises. Il est cité à l'ordre de l'armée et fait chevalier de la Légion d'honneur.

### Mariage et enfants
Il épouse à Paris, 7e arrondissement, le 17 avril 1873, sa cousine Hélène Perier-Vitet (Paris, 5 septembre 1854 - Paris 16e, 3 mars 1912), avec qui il a deux enfants, l'un et l'autre sans postérité : 
- Claude Casimir Périer (château de Pont sur Seine, 17 septembre 1880 - mort pour la France, Crouy, 12 janvier 1915), marié à Paris 8e le 31 octobre 1909 avec Pauline Benda, actrice, dite « Madame Simone » (1877-1985) ;
- Germaine Casimir-Périer (château de Pont sur Seine, 24 septembre 1881 - château de Vaux le vicomte, Maincy, 28 octobre 1968), mariée à Paris 16e le 12 avril 1902 avec Edmé Sommier, industriel (1873-1945).

## Parcours politique

### Débuts
Il entre dans la vie publique comme secrétaire de son père, ministre de l'Intérieur dans le ministère Thiers.
En 1874, il est élu conseiller général de l'Aube, et envoyé par ce département à la Chambre des députés lors des élections législatives de 1876 et il est toujours réélu jusqu’à ce qu’il devienne président de la République. Malgré les traditions de sa famille, il rejoint le groupe des Républicains de gauche et est un des 363 qui s’opposent au Seize-Mai (1877). Il refuse de voter l'expulsion des princes en 1883 et démissionne comme député quand la loi est promulguée, à cause de ses liens personnels avec la famille d'Orléans.
Le 17 octobre 1883 il devient sous-secrétaire d'État à la Guerre, poste qu'il occupe jusqu'au 30 mars 1885 dans le gouvernement de Jules Ferry. De 1890 à 1892, il est vice-président de la Chambre, tout en présidant la commission des Finances. En 1893, il accède au « perchoir », c'est-à-dire à la présidence de la Chambre.

### Président du Conseil
Quelques mois plus tard, la victoire des « progressistes » aux élections législatives lui dégage la route vers le pouvoir. Le président de la République, Sadi Carnot, le nomme président du Conseil le 3 décembre 1893. Casimir-Perier se fait longuement prier avant d'accepter le poste. Désireux d'écarter du pouvoir les radicaux comme les monarchistes, il décide de gouverner au centre droit, dans une majorité ouverte aux ralliés. Son gouvernement est constitué de républicains modérés traditionnels, comme l'ancien gambettiste Eugène Spuller. Il prend pour lui-même le portefeuille des Affaires étrangères.
Le 9 décembre 1893 a lieu l'attentat (aucun mort) d'Auguste Vaillant à la Chambre des députés, point d'orgue de la vague d'attentats anarchistes qui frappe le pays. En réaction le gouvernement vote les « Lois scélérates » destinées à mettre en place une sévère répression de l'anarchisme en France. Vaillant est guillotiné.
Sur le plan diplomatique, c'est sous Casimir-Perier qu'est signée le 4 janvier 1894 l'Alliance franco-russe qui reste un temps secrète.
Le 3 mars, Spuller appelle dans un discours à la Chambre à la tolérance dans les affaires religieuses. Pour Casimir-Perier ces dernières doivent être examinées dans un « esprit nouveau ». Gestes envers les ralliés, ces déclarations suscitent surtout l'émoi des anticléricaux qui accusent le président du Conseil de « pactiser avec l'ennemi ».
Le cabinet se retrouve alors fragilisé. Lorsque le ministre des Travaux publics Charles Jonnart refuse d'accorder la liberté syndicale aux employés des chemins de fer, la Chambre refuse de voter l'ordre du jour et Casimir-Perier remet sa démission le 23 mai 1894.

### Président de la République

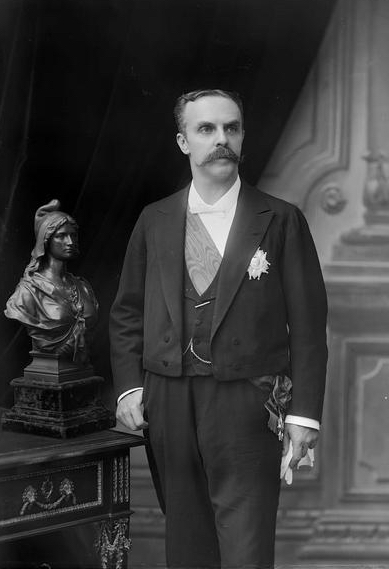
Jean Casimir-Perier pendant sa présidence.

Casimir-Perier ne reste pas longtemps inactif puisqu'il retrouve aussitôt la présidence de la Chambre. Le 24 juin 1894, le président Carnot est assassiné à Lyon. Casimir-Perier apparaît comme un successeur plausible du président défunt, qui le considérait d'ailleurs comme son héritier. Mais il se montre très réticent à poser sa candidature, craignant le rôle de représentation qu'on lui ferait jouer à l'Élysée. Il se laisse finalement convaincre. Le 27 juin 1894, soutenu par la droite, il est élu président de la République par 451 voix contre 195 pour Henri Brisson et 97 pour Charles Dupuy. Cette élection est loin de le satisfaire, d'autant qu'il est très vite considéré par les radicaux et les socialistes comme le « président de la réaction ».
Il devient immédiatement une des cibles favorites de la gauche, qui l'exècre pour son appartenance à la haute bourgeoisie et de par l’anoblissement de son aïeul Claude Perier, moqué par Jean Jaurès. Propriétaire de la majeure partie des actions des mines d'Anzin, il est surnommé « Casimir d'Anzin ». Les campagnes de presse hostiles se multiplient, tout comme les procès pour offense au chef de l'État : le plus célèbre est celui où le journaliste Gérault-Richard est défendu par Jaurès qui, dans sa plaidoirie, dresse un véritable réquisitoire contre Casimir-Perier et sa politique.
Très vite, il prend conscience du faible rôle réservé au président par la Constitution de la Troisième République et le déplore. Il tente d'intervenir dans la politique du gouvernement, ce que ni sa fonction ni sa popularité ne lui permettent. Il est tenu à l'écart des affaires étrangères, jusqu'alors domaine réservé au président. Sa grande impopularité ne lui permet pas de réagir. Marginalisé par le président du Conseil Charles Dupuy, il sombre dans l'abattement. Regrettant de s'être présenté, il attend le premier prétexte pour démissionner.
De fait, sa présidence ne durera que six mois. La démission du ministère Dupuy le 14 janvier 1895 est suivie de la sienne dès le lendemain. Il l'explique par le fait qu'il se sent ignoré des ministres, qui ne le consultent pas avant de prendre leurs décisions et ne l’informent pas des événements politiques, surtout dans le domaine des affaires étrangères. Dans le message qu'il adresse aux Chambres, il explique que sa retraite est motivée par l'attitude de la majorité, qui ne lui a pas prêté le concours sur lequel il était en droit de compter.
Élu président de la République à l’âge de 46 ans, il est le troisième plus jeune président de l'histoire (après Louis-Napoléon Bonaparte en 1848 et Emmanuel Macron en 2017). Il détient aussi le record du mandat de président de la République française le plus court, toutes républiques confondues, soit 6 mois et 20 jours.

### Dernières années et mort
À partir de ce moment, Casimir-Perier abandonne complètement la politique. Il se consacre aux affaires et, surtout, à l'exploitation minière. Lors du procès d’Alfred Dreyfus à Rennes, son témoignage, opposé à celui du général Mercier, est très utile à la cause de l’accusé. En 1899, en pleine crise politique, le président Loubet lui propose la présidence du Conseil, qu'il refuse.

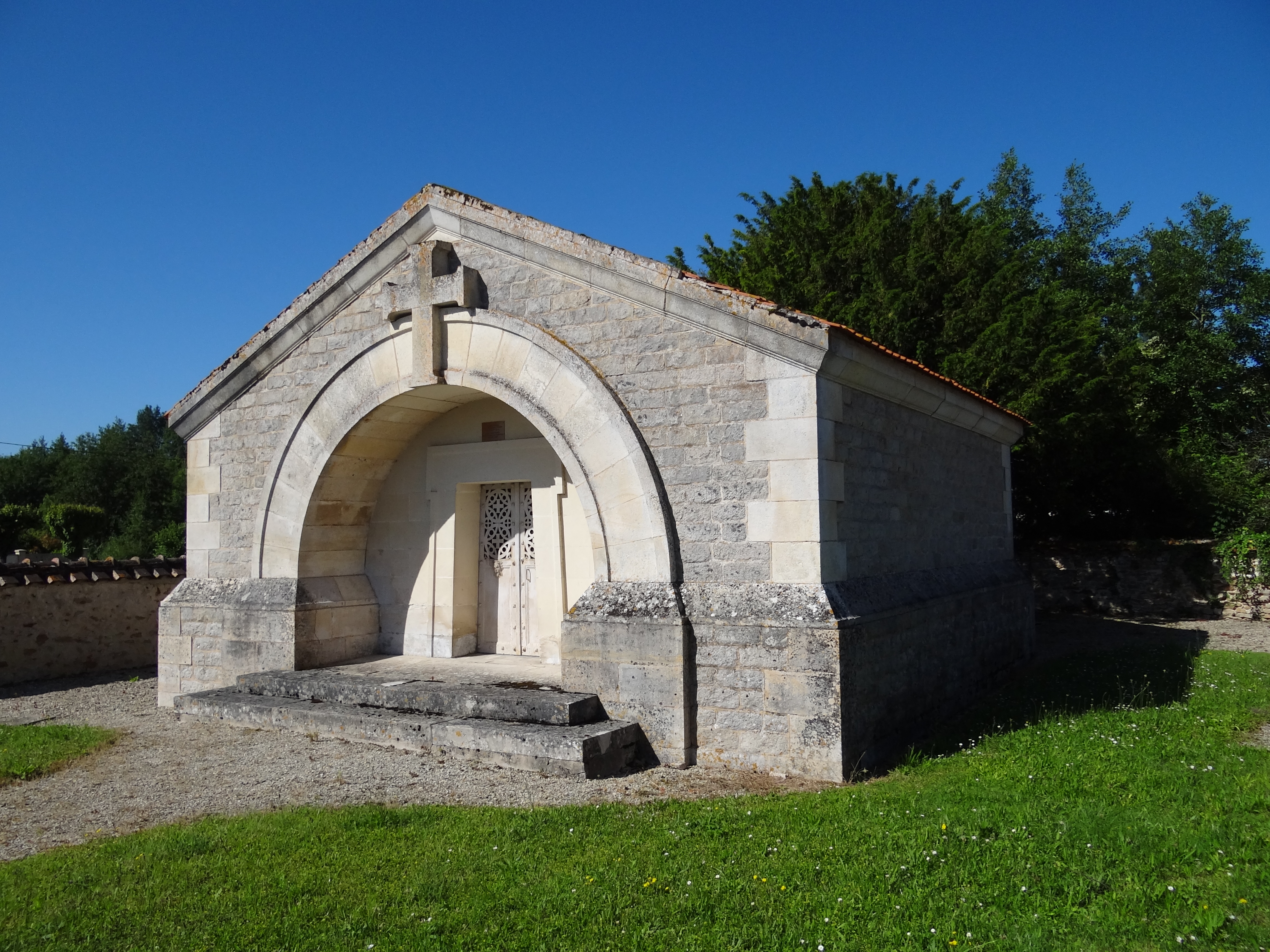
La chapelle funéraire de la famille Casimir-Perier au cimetière de Pont-sur-Seine (Aube).

Il meurt dans sa soixantième année en 1907, des suites d'une angine de poitrine. Il ne reçut pas d'obsèques nationales, en vertu de ses dernières volontés. Il est inhumé dans la chapelle funéraire de la famille Casimir-Perier au cimetière de Pont-sur-Seine dans l'Aube.

## Détail des mandats et fonctions

### À la présidence de la République
- 27 juin 1894 – 16 janvier 1895 : président de la République française

### Au gouvernement
- 1877-1879 : sous-secrétaire d'État à l'Instruction publique, aux Beaux-Arts et aux Cultes
- 1883-1885 : sous-secrétaire d'État à la Guerre
- 1893-1894 : président du Conseil et ministre des Affaires étrangères

### À la Chambre des députés
- 1876-1894 : député de Nogent-sur-Seine
- 10 janvier – 3 décembre 1893 : président de la Chambre des députés
- 2 – 27 juin 1894 : président de la Chambre des députés

## Décorations
- Chevalier de la Légion d'honneur en 1870 à titre militaire
- Grand-croix de la Légion d'honneur le 27 juin 1894 et grand-maître de la Légion d'honneur de 1894 à 1895 en tant que président de la République.